# Scissors Cut
| Recensione                        | Giudizio |
| --------------------------------- | -------- |
| AllMusic                          | [ 1 ]    |
| The New Rolling Stone Album Guide | [ 2 ]    |
| Dizionario del Pop-Rock           | [ 3 ]    |

Scissors Cut è il quinto album discografico da solista del cantante Art Garfunkel (membro del duo Simon & Garfunkel), pubblicato nell'agosto del 1981.

## Tracce

### LP (Versione U.S.A., Columbia Records, FC 37392)
Lato A
1. A Heart in New York – 3:14 (Benny Gallagher, Graham Lyle)
2. Scissors Cut – 3:52 (Jimmy Webb)
3. Up in the World – 2:17 (Clifford T. Ward)
4. Hang On In – 3:47 (Norman Sallitt)
5. So Easy to Begin – 2:54 (Jules Shear)

Lato B
1. Bright Eyes – 3:55 (Mike Batt)
2. Can't Turn My Heart Away – 3:23 (Eric Kaz, John Jarvis)
3. The French Waltz – 3:12 (Adam Mitchell)
4. In Cars – 3:49 (Jimmy Webb)
5. That's All I've Got to Say (Theme from The Last Unicorn) – 1:54 (Jimmy Webb)

### LP (Versione Regno Unito e Europa, CBS Records, CBS 85259)
Lato A
1. Scissors Cut – 3:52 (Jimmy Webb)
2. A Heart in New York – 3:14 (Benny Gallagher, Graham Lyle)
3. Up in the World – 2:17 (Clifford T. Ward)
4. Hang On In – 3:47 (Norman Sallitt)
5. So Easy to Begin – 2:54 (Jules Shear)

Lato B
1. Can't Turn My Heart Away – 3:23 (Eric Kaz, John Jarvis)
2. The French Waltz – 3:12 (Adam Mitchell)
3. The Romance – 3:10 (Eric Kaz)
4. In Cars – 3:49 (Jimmy Webb)
5. That's All I've Got to Say (Theme from The Last Unicorn) – 1:54 (Jimmy Webb)

## Formazione
- Art Garfunkel - voce
- Errol "Crusher" Bennett - congas, percussioni
- Pete Carr - chitarra
- Tony Levin - basso
- Russ Kunkel - batteria
- Ray Cooper - percussioni
- Graham Lyle - chitarra
- Roland Harker - liuto
- Rob Mounsey - sintetizzatore
- Chris Spedding - chitarra
- Joe Osborn - basso
- Michael Boddicker - sintetizzatore
- Jimmy Webb - pianoforte
- Michael Staton - chitarra
- John Jarvis - pianoforte
- Rick Shlosser - batteria
- Andrew Gold - chitarra, cori
- Dean Parks - chitarra
- Tommy Vig - vibrafono, cori
- Paul Simon - chitarra, cori
- Larry Knechtel - tastiera
- Scott Chambers - basso
- Lew Soloff - tromba, flicorno
- Michael Brecker - sassofono tenore
- Leah Kunkel, Lisa Garber - cori

Note aggiuntive
- Roy Halee e Art Garfunkel - produttori (eccetto brano: Bright Eyes)
- Mike Batt - produttore (solo brano: Bright Eyes)
- Registrazioni basi musicali effettuate al Mediasound di New York City, New York
- Roy Halee - ingegnere delle registrazioni
- Lincoln Clapp - assistente ingegnere delle registrazioni
- Sovraincisioni effettuate al Wally Heider di Los Angeles, California
- David De More - assistente ingegnere delle registrazioni
- Parti vocali registrate al Criteria di Miami, Florida
- Dennis Hetzendorfer - assistente ingegnere delle registrazioni
- Album registrato tra ottobre 1980 a maggio 1981
- Mixaggio effettuato al Sound Mixers di New York City, New York
- Terry Rosiello - assistente ingegnere mixaggio
- Mastering effettuato al Sterling Sound da Greg Calbi
- Anthony Loew - artwork copertina album originale
- John Berg - design copertina album originale
- Ringraziamento speciale a: Marry Ellen Kirby e Gayle Simon

## Classifica
Album
| Anno | Classifica            | Posizione raggiunta |
| ---- | --------------------- | ------------------- |
| 1981 | Billboard 200         | 113                 |
| 1981 | Official Albums Chart | 51                  |

Singoli
| Anno | Titolo del brano    | Classifica         | Posizione raggiunta |
| ---- | ------------------- | ------------------ | ------------------- |
| 1981 | A Heart in New York | Billboard Hot 100  | 66                  |
| 1981 | A Heart in New York | Adult Contemporary | 10                  |